# 唐澤志陽
唐澤 志陽（からさわ しょう、1989年11月3日 - ）は、日本のキックボクサー、プロレスラー。静岡県浜松市出身。キックボクサーとしてはシンダム・M16ムエタイスタイルのリングネーム

## 来歴

### ムエタイ
東京都北区にあるランバー・ソムデートM16のキックボクシングジム「M16ムエタイスタイル」に所属。2010年4月25日、横浜赤レンガ倉庫1号館で行われた「Suk Daawrung Muay Thai 2」での山田浩史戦でデビュー。ベストファイト賞を受賞した。デビュー戦からシンダム・M16ムエタイスタイルのリングネームであり、ファーストネームに当たる部分は師匠に倣ってジム名をつけている。シンダムはタイ語で黒いライオンという意味。
以後、キックボクサーとして主にバンタム級で活躍。2011年、RISEで行われたRISING ROOKIES CUPバンタム級トーナメントでは六川星矢に敗れたものの準優勝。1回戦では試合時間残り7秒で逆転KO勝ちするという劇的な勝利を収めた。
リングネームの表記は、「シンダム・M16ムエタイスタイル」のほか、ジム名を横文字にした「シンダムM16 MuayThaiStyle」の表記も見られた。
2015年11月に師匠であるランバーのジムを引き継ぎ、唐澤志陽（からさわ・しょう）の名で会長に就任。

### プロレス
2016年1月26日、シアタープロレス花鳥風月に入門。
3月13日、無我伝承・東京タワースタジオ大会で欠場者が出たため、急遽エキシビジョンマッチ5分1本勝負（対中川達彦戦）でプレデビュー戦を行った。
5月22日、「30分バトルロイヤル　ムエタイ本物決定戦」がシアター・バビロンの流れのほとりにてにて行われ、優勝者のムエタイマシン2号が、プロムエタイ選手（WPMFスーパーバンタム級日本ランカー）である唐澤へ対戦を希望。3分間の特別試合を行った。なお、練習生ではあるが、同日はエキシビジョン（対山本裕次郎戦、対たけむら光一戦）を含め全3試合を行っている。6月5日、東京・スターライズタワーにて高岩竜一と対戦。査定試合に合格。
プロレスデビュー戦の相手が矢郷良明に決まると、6月8日には対策のためマキシモ・ブランコとスパーリングを行った。
7月18日、東京・はなまる学習会王子小劇場での矢郷良明戦で正式にプロレスラーデビュー。矢郷からは賛辞が贈られた。
11月27日、自主興行「M16 ProWrestling STYLE しょうがないプロレス」を開催。
12月29日、ハードヒット初参戦。ダークマッチでシバターと対戦しローキックの速射により4分55秒で勝利する。2017年2月25日、ハードヒットの本選に初出場。阿部史典に3分11秒、KO勝利。
2017年5月28日、勝村周一朗と出場した風流人2017タッグリーグ戦において優勝。初代風流人タッグ王座を獲得した。キックボクシングも含めて初の戴冠。6月25日、SUSHI＆瓦井寿也組を退け初防衛。
7月16日、ハードヒット新木場大会で野村卓矢に腕ひしぎ十字固めで敗北。12月30日、ハードヒット「YES, WE ARE HARD HIT!!」で同じキックボクシング出身である前口太尊戦が決定。
2018年7月7日、ハードヒット「Fifgt 4 da future」でシュートボクシングフェザー級2位の元貴とシュートボクシング公式戦を行い判定負け。10月28日「君の寝技に恋してる」ではダークマッチで試合し、ザ・グレート玉川に1分14秒で勝利。2018年11月発売の週刊プロレス増刊「プロレスラー選手名鑑2019」では花鳥風月所属選手から外されており、この年までに退団扱いとなっている。
2019年12月30日、ハードヒットにてキックボクシングルールで安藤雅生と対戦し、TKO勝利。
2022年3月31日、ベストボディ・ジャパンプロレス新宿大会で島谷常寛の持つBBW無差別級選手権に挑戦。同年7月13日大会でのバトルロイヤルで勝利し、BBW世界スーパーボディ級の新王者となる。

## 人物
- 日本ダイエット健康協会認定ダイエットインストラクター[28]。

## 戦績

### キックボクシング
| 勝敗 | 対戦相手 | 試合結果                 | 大会名                                                | 開催年月日     |
| ○    | SUSHI    | 3R 0:45                  | ニコプロpresentsハードヒット「KEJIME」・新木場1stRING | 2018年12月29日 |
| ○    | 鈴木雄大 | 3分3R終了 判定2-0        | RISE ZERO・ゴールドジムサウス東京アネックス           | 2014年12月14日 |
| ×    | 高橋茂章 | 2R 0:33 KO               | ムエローク2014 - 1st                                  | 2014年4月27日  |
| ×    | 邦博     | 2R 1:03 右ストレートでKO | M-fight - 蹴拳15                                      | 2014年2月1日   |
| ×    | 渡辺優太 | 3分3R終了 判定0-3        | ムエローク2012 ～3rd～                                | 2012年10月21日 |
| ×    | 芦澤竜誠 | 1R 2:58 膝蹴りによるKO   | Muay Thai Wave from YOKOHAMA 11                       | 2012年8月5日   |
| ×    | 津田達也 | 3分3R終了 判定0-3        | 東日本大震災チャリティ SRS.2011-FOR JAPAN             | 2011年11月11日 |
| ×    | 六川星矢 | 1R 1:53 KO               | RISE 82 RISING ROOKIES CUPバンタム級（-55kg）決勝     | 2011年9月23日  |
| ○    | 悟嗣     | 3分3R終了 判定3-0        | RISE 79 RISING ROOKIES CUPバンタム級（-55kg）準決勝   | 2011年6月26日  |
| ○    | 村越優汰 | 3R 1:49 TKO勝利          | RISE 77 RISING ROOKIES CUPバンタム級（-55kg）一回戦   | 2011年4月25日  |
| ○    | 白岩義也 | 3R 2:53 TKO勝利          | RISE 77 RISING ROOKIES CUPバンタム級（-55kg）一回戦   | 2011年4月25日  |
| ○    | 吉田晋   | 3分3R終了 判定3-0        |                                                       | 2010年12月25日 |
| △    | Mr.ハガ  | 3分3R終了 判定1-1        | Muay Thai Wave from YOKOHAMA 9                        | 2010年8月8日   |
| ○    | 山田浩史 | 3分3R終了 判定2-0        | Suk Daawrung Muay Thai 2                              | 2010年4月25日  |

## 出演

### 映画
- HiGH&LOW THE MOVIE 2 END OF SKY（プリズンギャング役）

### TV
- NEO決戦バラエティキングちゃん（2018/01/02放送　テレビ東京）

### イベント
- CROSS ROAD vol.5「パフォーマー・クリエイターの学校派遣を考えるシンポジウム」（2016年9月4日、神田レンタルスペースFBCフォーラム）[31]

### 雑誌
- AneCan（2016年10月号、小学館） – きれいめさんのための自分磨きアドレス帳

## 獲得タイトル
- 風流人タッグ王座（初代）

## 入場曲

### 2018年
- 「黒いライオン」土竜

### 2017年まで
- 「Library Wars」作曲：高見優[32]

## 関連リンク
- ランバー・ソムデートM16 – 前ジム代表
- 唐澤志陽 (@sho_karasawa) - Instagram
- M16TOKYO